# هنر هفتم (برنامه تلویزیونی)
هنر هفتم یک برنامهٔ تلویزیونی ایرانی است که در دههٔ ۷۰ خورشیدی، پنج‌شنبه شب‌ها از شبکه یک پخش می‌شد. مجری این برنامه اکبر عالمی بود. هنر هفتم در اصل هفتاد برنامه بود که هفت قسمت‌اش ضبط شد ولی پخش نشد.

## فهرست فیلم‌های پخش‌شده
- ۲۴ مرداد ۱۳۷۰: دزد دوچرخه[۲]
- ۲۸ مرداد ۱۳۷۰: سن‌میکله یک خروس داشت
- ۳۱ مرداد ۱۳۷۰: رم، شهر بی‌دفاع
- ۱۴ شهریور ۱۳۷۰: خلبانان باز می گردند
- ۲۱ شهریور ۱۳۷۰: جاده
- ۱۱ مهر ۱۳۷۰: مردی که به زانو در آمد
- ۱۸ مهر ۱۳۷۰: پدر سالار
- ۲۵ مهر ۱۳۷۰: سه برادر
- ۲ آبان ۱۳۷۰: دیار فراموش شده ۱
- ۱۶ آبان ۱۳۷۰: دیار فراموش شده ۲
- ۳۰ آبان ۱۳۷۰: جوردانو برونو
- ۷ آدر ۱۳۷۰: خاموشی دریا
- ۱۴ آذر ۱۳۷۰: ساحل زیبای کوچک
- ۲۱ آذر ۱۳۷۰: آخرین میلیاردر
- ۲۸ آذر ۱۳۷۰: خانه سکوت
- ۵ دی ۱۳۷۰: یک محکوم به مرگ گریخته است
- ۱۲ دی ۱۳۷۰: دن کیشوت
- ۱۹ دی ۱۳۷۰: شاهدی در شهر
- ۲۶ دی ۱۳۷۰: پول
- ۳ بهمن ۱۳۷۰: ساعت ساز سنت پل
- ۱۷ بهمن ۱۳۷۰: روز جشن
- ۲۴ بهمن ۱۳۷۰: روز جشن (تکرار برنامه قبل)
- ۱ اسفند ۱۳۷۰: خانواده پواسونار
- ۸ اسفند ۱۳۷۰: آخرین نبرد
- اردیبهشت ۱۳۷۱: بعد از جنگ
- اردیبهشت ۱۳۷۱: قاتل در شماره ۲۱ زندگی می کند
- خرداد ۱۳۷۱: انتخاب اسلحه
- خرداد ۱۳۷۱: عبور از پاریس
- تیر ۱۳۷۱: دزدی کمد
- تیر ۱۳۷۱: گوپی سرخ دست
- تیر ۱۳۷۱: تنهایی یک دونده دو استقامت
- مرداد ۱۳۷۱: دکتر استرنج لاو
- مرداد ۱۳۷۱: مرد سوم
- مرداد ۱۳۷۱: الیور کرامول
- مرداد ۱۳۷۱: مردی برای تمام فصول
- شهریور ۱۳۷۱: مردی از آران
- شهریور ۱۳۷۱: یک روز از زندگی ایوان دنیسوویچ
- شهریور ۱۳۷۱: قتل
- مهر ۱۳۷۱: پرونده ایپکرس
- مهر ۱۳۷۱: جدا افتاده
- مهر ۱۳۷۱: جاسوس ها
- مهر ۱۳۷۱: الیور توییست
- مهر ۱۳۷۱: دره عقاب ها
- آبان ۱۳۷۱: آرزوهای بزرگ
- آبان ۱۳۷۱: یادداشت کوییلر
- آبان ۱۳۷۱: انتخاب آقای هابسن
- آبان ۱۳۷۱: خرابکاری
- آذر ۱۳۷۱: شب به یاد ماندنی
- آذر ۱۳۷۱: قتل در قطار سریع السیر شرق
- آذر ۱۳۷۱: آنچه می آید
- دی ۱۳۷۱: زرد ابری
- دی ۱۳۷۱: سد شکنان
- دی ۱۳۷۱: بازرس
- دی ۱۳۷۱: بیلی باد
- بهمن ۱۳۷۱: روز شغال
- بهمن ۱۳۷۱: هانری پنجم
- تیر ۱۳۷۲: رزم ناو پوتمکین
- تیر ۱۳۷۲: ایوان مخوف ۱
- تیر ۱۳۷۲: ایوان مخوف ۲
- مرداد ۱۳۷۲: استاکر
- مرداد ۱۳۷۲: الکساندر نوسکی
- مرداد ۱۳۷۲: مرد آهنین
- مرداد ۱۳۷۲: کودکی ایوان